# オンダルスネス
 オンダルスネス（ノルウェー語: Åndalsnes）は、ノルウェーのムーレ・オ・ロムスダール県ラウマ市にある町。同市の行政の中心地である。面積2.70平方キロ、人口2263人（2012年）、人口密度839人/平方キロ。7キロ東にイスフィヨルデン村、ラウマ川対岸にヴェブルングスネス村、欧州ルートE136号を南東に10キロ行った所にインフィヨルデン村がある。
町にはサッカークラブのオンダルスネスIFがある。村の教会のグリュッテン教会は、実際にはヴェブルングスネス村にある。地元紙 Åndalsnes Avis は、2007年に4125部を発行していた。NATO港と呼ばれる港には毎年、コスタ・マリーナ、MSトムソン・セレブレーション、コスタ・ヴィクトリア、コスタ・アトランティカ（最大の客船）などの豪華客船が寄航する。

## 地理

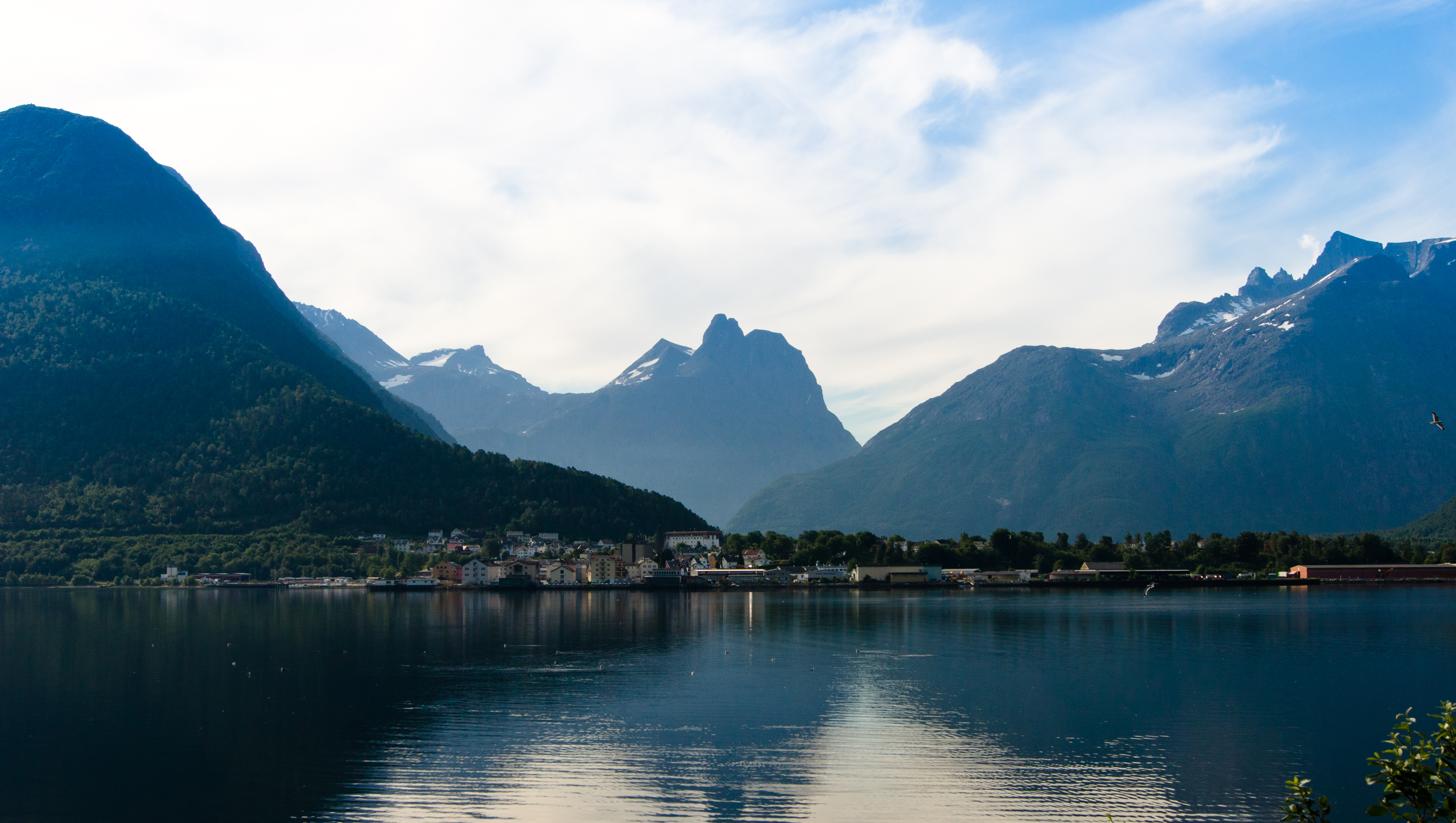
オンダルスネス

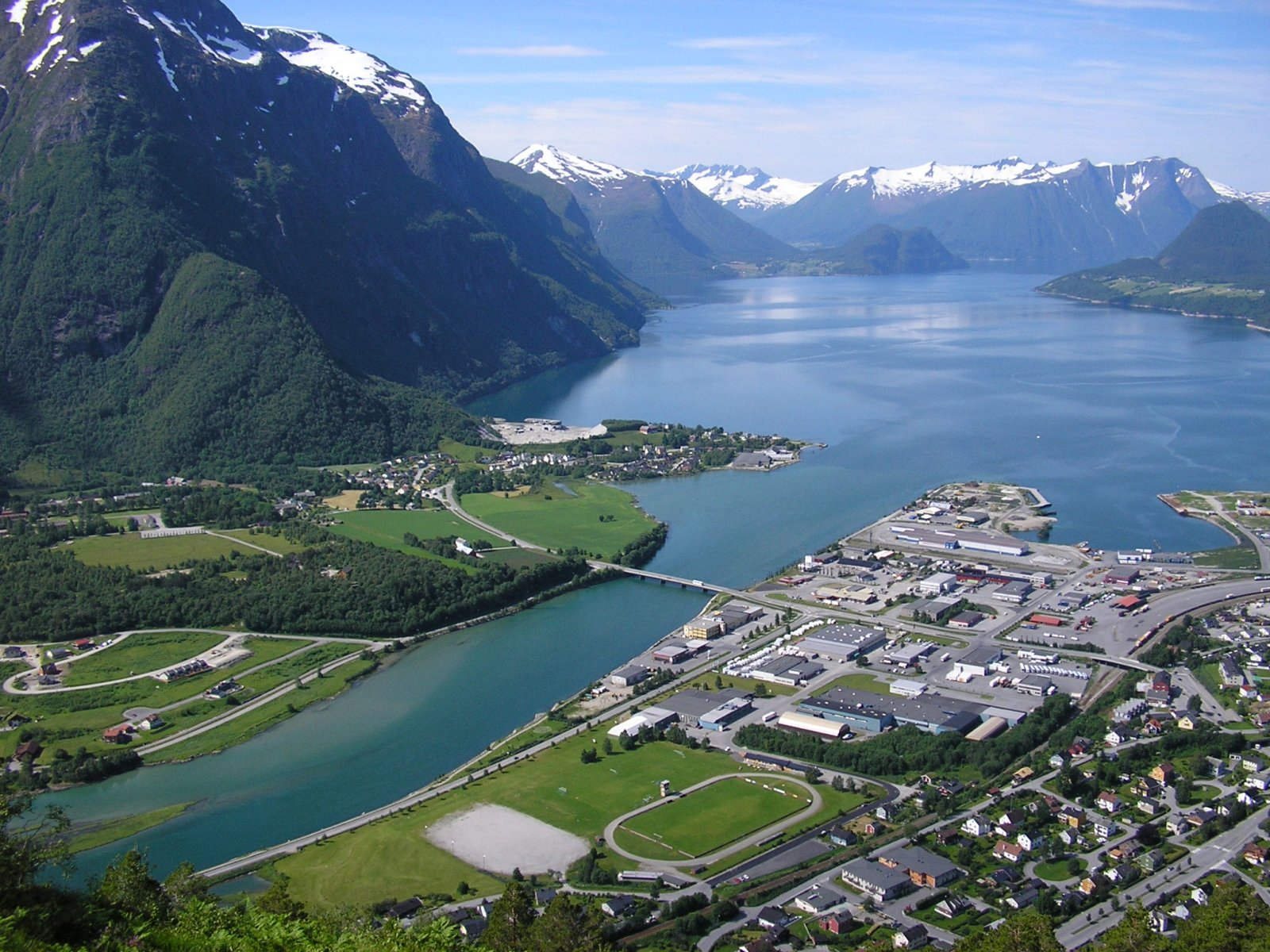
ラウマ川河口とオンダルスネス港

イスフィヨルドとロムスダールフィヨルドが合流する付近のほとりに位置する。19世紀にイギリス人がいち早くフライフィッシングに訪れた、ラウマ川の河口でもある。この川に棲息するサケは1980年代、寄生虫 Gyrodactylus salaris の影響で著しい減少をみたが、近年は回復傾向にある。寄生虫が跋扈した多くの川と同じく、ラウマ川でも代わりにブラウントラウトが増加した。
ラウマ川が流れるロムスダール峡谷は、全国有数の特徴的な景観を有している。垂直に1000メートル以上落ち込む「トロルの壁」という断崖は、そのひとつである。ヨーロッパのベースジャンピング愛好家は、ここを早くから降下地点にしていた。

## 交通
欧州ルートE136号と、国道64号が通る。前者は西のオーレスンと南東のドンボスを結び、後者は北のモルデやクリスチャンスンに至る。
ラウマ鉄道の終点であるオンダルスネス港から、モルデやオーレスンにバスが出ている。

## 歴史
第二次世界大戦勃発後の1940年4月にドイツ軍がノルウェーに侵攻すると、英軍が中部の都市トロンハイムを奪還する翼包囲作戦の一環としてオンダルスネスに上陸した。北部の包囲拠点はナムソスに置かれた。制空権を確保できなかったため、英軍は5月初めにオンダルスネスから撤退した。この間、ドイツ軍とのあいだでオンダルスネスの戦いが起きた。
1996年、ラウマ市議会はオンダルスネスの町制施行を宣言した。